# Mesoleptus palpator
Mesoleptus palpator là một loài tò vò trong họ Ichneumonidae.